# Bull Shoals
Bull Shoals is een plaats (city) in de Amerikaanse staat Arkansas, en valt bestuurlijk gezien onder Marion County.

## Demografie
Bij de volkstelling in 2000 werd het aantal inwoners vastgesteld op 2000.
In 2006 is het aantal inwoners door het United States Census Bureau geschat op 2107, een stijging van 107 (5,3%).

## Geografie
Volgens het United States Census Bureau beslaat de plaats een oppervlakte van
13,0 km², waarvan 12,9 km² land en 0,1 km² water. Bull Shoals ligt op ongeveer 244 m boven zeeniveau.

## Plaatsen in de nabije omgeving
De onderstaande figuur toont nabijgelegen plaatsen in een straal van 24 km rond Bull Shoals.